# Psammechinus
Psammechinus is een geslacht van zee-egels uit de familie Parechinidae.

## Soorten
- Psammechinus microtuberculatus (Blainville, 1825)
- Psammechinus miliaris (P.L.S. Müller, 1771) (Kleine zeeappel)

## Uitgestorven
- Psammechinus arnei Castex, 1947 †
- Psammechinus dainellii Desio, 1929 †
- Psammechinus demolyi Lambert, 1928 †
- Psammechinus desioi Airaghi, 1934 †
- Psammechinus floralanus Cooke, 1941 †
- Psammechinus neuvillei Lambert, 1928 †
- Psammechinus ocalanus Cooke, 1941 †
- Psammechinus punicus Lambert, 1931 †
- Psammechinus santee Cooke, 1941 †
- Psammechinus simplex Lambert, 1931 †